# 乐乡站
乐乡站是石家庄地铁3号线的地铁车站，位于中华人民共和国河北省石家庄市藁城区信工路与兴安大街交叉口南侧，为3号线东端终点站，亦是石家庄地铁系统中最东端车站，于2021年4月6日开通。

## 车站结构
乐乡站位于信工路与兴安大街交叉口南侧，沿信工路路南设置，呈东西走向，为地下两层岛式站台车站，车站长458米，车站地下一层为站厅层，地下二层为站台层，站台设置全高站台门。车站西侧设有一条单渡线，东侧设置两条出入段线，连通北乐乡车辆段。
| 地面              | 出入口 | A、B、C出入口                                                                                   |
| 地下一层          | 站厅   | 客服中心、自动售票机、验票机                                                                    |
| 地下二层          | 站台   | \| \| \| █ 3号线往西三庄（太行南大街） \| \| 島式 · 開左邊车门 \| \| \| \| \| \| █ 3号线落客 \| |
|                   |        | █ 3号线往西三庄（太行南大街）                                                                   |
| 島式 · 開左邊车门 |        |                                                                                                 |
|                   |        | █ 3号线落客                                                                                     |

## 车站出口
乐乡站共有3个出入口，各出口及周围设施如下所示：
| 出口编号                             | 照片 | 地点                             | 可到达目的地             |
| ------------------------------------ | ---- | -------------------------------- | ------------------------ |
| 出口 · A · 扶手电梯标志              |      | 信工路（北侧），兴安大街（东侧） | 万科新都会，保利时光印象 |
| 出口 · B · 扶手电梯标志              |      | 信工路（南侧）                   | 北乐乡村                 |
| 出口 · C · 升降机标志 · 扶手电梯标志 |      | 信工路（南侧）                   |                          |
| 註： 設有 \| 設有扶手電梯            |      |                                  |                          |

## 接驳交通

### 公交车
- 乐乡：517路，518路，525路，556路，707路

## 历史
本站工程名为北乐乡站，正式站名为乐乡站，以车站临近的北乐乡村与南乐乡村命名。
- 2021年4月6日，本站随3号线一期东段及二期工程通车开通[1]。
- 2022年8月28日，受新冠疫情影响，车站暂停运营[4]。9月6日，车站恢复运营[5]。